# ملعب فرغانة
ملعب فرغانة هو ملعب متعدد الاستخدام يقع في فرغانة عاصمة أوزبكستان. غالبا ما يتم استخدامه لمباريات كرة القدم. يسع الملعب لجلوس 14،600 متفرج. يعتبر الملعب الرسمي الذي يخوض فيه نادي نادي نيفتشي فرغانة مبارياته المحلية والقارية.